# HD 91355
HD 91355，又名CD-44 6583，SAO 222126、HR 4135，是一颗恒星，视星等为5.74，位于銀經278.63，銀緯11.12，其B1900.0坐标为赤經10h 27m 41.1s，赤緯-44° 11.12′ 9″。